# Iska (nombre)
Iska (en hebreo, ישסהכ, yessah; en árabe, إيشكا: 'iishkha) es un nombre propio femenino de origen hebreo, su significado procede de la raíz ישסהכ: ("yëssah") que significa “Salvación”. Otras teorías dicen que proviene de la palabra Aramea իշխա: (íshkha) que cuyo significado es “Hay fuerza” o “Hay poder”. 

## Origen
Iska es el nombre de un personaje bíblico del Antiguo Testamento:

### El personaje bíblico
Iska aparece en el libro del Génesis como la hija de Harán hermana de Milca y sobrina de Abraham aunque hay teorías que dicen que Iska y Sara son la misma persona pero es falso.

## Equivalencias en otros idiomas
| Idioma           | Variante       |
| ---------------- | -------------- |
| Español          | Iska           |
| Inglés           | Iscah          |
| Catalán          | Isda           |
| Deutsch          | Iska           |
| Arameo           | իշխա (Ishkha)  |
| Bahasa Indonesia | Iskah          |
| polski           | Ischa          |
| português        | Isca           |
| română           | Isca           |
| русский          | иска           |
| українська       | иска (библија) |